# Jrarat, Armavir
Jrarat là một đô thị thuộc tỉnh Armavir, Armenia. Dân số ước tính năm 2011 là 3184 người.